# Corydalis brevipedicellata
Corydalis brevipedicellata là một loài thực vật có hoa trong họ Anh túc. Loài này được Lidén mô tả khoa học đầu tiên năm 1988 publ. 1989.